# Luisa Augusta di Danimarca
Luisa Augusta di Danimarca, Duchessa di Augustenborg (Hørsholm, 7 luglio 1771 – Augustenborg, 13 gennaio 1843), è stata una principessa danese, ufficialmente figlia di re Cristiano VII di Danimarca e della regina Carolina Matilde.
Ufficiosamente è ampiamente accettato che il padre naturale fosse Johann Friedrich Struensee, medico reale del re e de facto reggente del paese all'epoca della sua nascita. Qualche volta ci si riferiva a lei come "la petite Struensee"; ciò non ebbe, tuttavia, alcun effetto sulla sua posizione.

## Infanzia

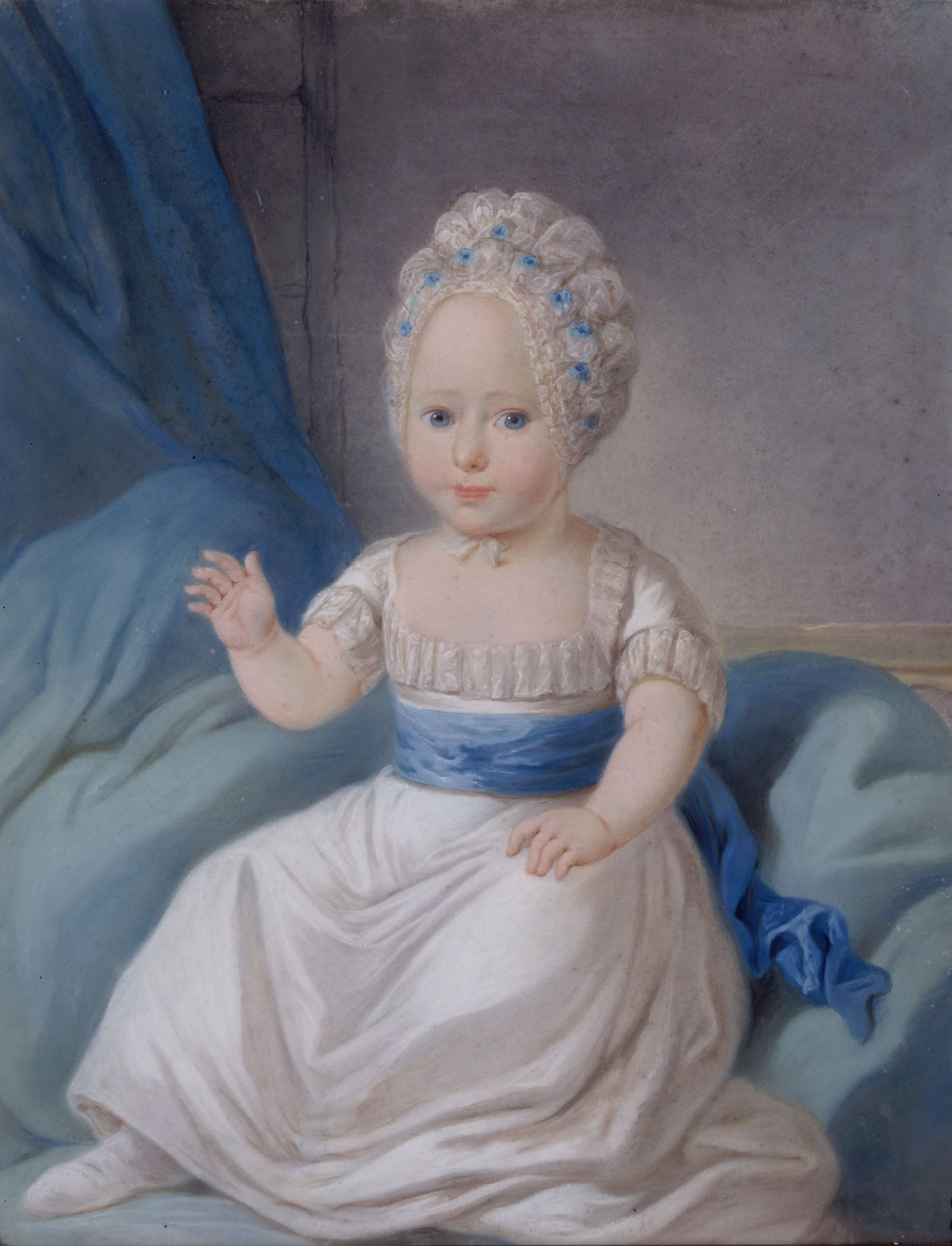
Ritratto della Principessa Luisa Augusta da bambina (pastello di H.P. Sturz, 1771. Collezione del Castello di Rosenborg, Danimarca).

Nacque al Palazzo di Hirschholm nell'attuale municipalità di Hørsholm in Danimarca. Dopo l'arresto di Struensee e della regina Carolina Matilde, il 17 gennaio 1772, e la successiva esecuzione di Struensee e l'allontanamento ed incarcerazione di sua madre, fu allevata alla corte danese risiedendo al Palazzo di Christiansborg a Copenaghen insieme al suo fratello di tre anni più grande, il Principe della Corona Federico sotto la supervisione della regina vedova (era la seconda moglie del loro nonno Federico V) Giuliana Maria. Luisa Augusta e suo fratello ebbero un rapporto molto stretto per tutta la loro vita, ed è su richiesta del secondo che ella accettò di sposarsi pur non nutrendo alcun entusiasmo per il matrimonio. Fu l'amica più intima di suo fratello, ed egli sviluppò un forte risentimento nei confronti di Giuliana Maria quando tentò di separarli.

## Matrimonio
Nel 1779, il primo ministro Andreas Peter Bernstorff, ideò un piano ingegnoso per la giovane principessa. Dal momento che un suo figlio poteva salire al trono, sarebbe stato vantaggioso organizzare matrimonio con il principe ereditario di Augustenborg, in questo modo si univano le due linee della casa reale danese. Il suo futuro marito era strettamente legato a tutte le più importanti famiglie della nobiltà danese. Gli accordi vincolanti furono presi un anno dopo e nella primavera del 1785 il duca Federico Cristiano II arrivò a Copenaghen. Il fidanzamento fu quindi annunciato e un anno dopo, il 27 maggio 1786 la nozze vennero celebrate al Palazzo di Christiansborg.
Ebbero tre figli:
- Carolina Amalia (28 settembre 1796-9 marzo 1881), sposò Cristiano VIII di Danimarca;
- Cristiano Augusto (19 luglio 1798-11 marzo 1869);
- Federico (23 agosto 1800 - 2 luglio 1865).

La coppia visse alla corte danese per molti anni fino a quando il Palazzo di Christiansborg si incendiò (1794) e quando alla morte del vecchio duca di Augustenborg, suo marito ereditò la tenuta e il ducato. La principessa è stata spesso al centro delle attività di corte, e fu proclamata la "Venere di Danimarca", era il vero centro femminile della corte reale danese, anche dopo il matrimonio di suo fratello nel 1790. Dopo il 1794 visse durante l'estate sull'isola di Als e a Gråsten. Vivevano in Danimarca durante gli inverni e ad Augustenburg durante le estati, dove teneva una vivace corte, dove artisti, come il poeta Jens Baggesen, erano tra i suoi ammiratori.
Gli sposi non erano simili: mentre Luisa Augusta era estroversa, vivace, bella e gaudente, suo marito era poco attraente, serio, interessato alla filosofia e alla politica. Si diceva che avesse molti amanti, tra cui in particolare il medico Carl Ferdinand Suadacini, che la curò per infertilità e si credeva che avesse generato i suoi figli, anche se questo non può essere dimostrato. Luisa Augusta aveva simpatia per la rivoluzione francese.

## Ultimi anni e morte
Nel corso degli anni si sviluppò un conflitto tra il marito ed il fratello, specialmente nel rapporto dei doppi ducati di Schleswig-Holstein e il suo appannaggio intorno Sønderborg. Nel 1804, il fratello salì al trono come Federico VI. Nel 1810, Luisa Augusta lavorò attivamente per fermare i tentativi del duca di essere scelto come successore al trono svedese.
Il loro rapporto alla fine crollò e Federico Cristiano cercò di limitare legalmente la sua influenza sul futuro dei loro figli. Suo marito morì il 14 giugno 1814, e Luisa Augusta prese il controllo delle tenute e l'educazione dei figli. Da allora in poi visse nel Castello di Augustenborg, dove stabilì un'eccentrica corte. Nel 1832 per dare al figlio più giovane, Federico, migliori possibilità di reddito, acquistò la tenuta Nør e Grønwald a Dänischwold vicino al fiordo di Ekernførde nello Schleswig meridionale. Aveva un rapporto stretto e caloroso con sua figlia e suo genero, ma il suo rapporto con i suoi figli era teso.
Morì il 13 gennaio 1843, a Augustenborg.

## Albero genealogico[2][3]
|                                     |                             |                                         | Genitori                                  |  |  | Nonni |  |  | Bisnonni                  |  |  | Trisnonni                |  |
|                                     |                             |                                         |                                           |  |  |       |  |  | Cristiano VI di Danimarca |  |  | Federico IV di Danimarca |  |
|                                     |                             |                                         |                                           |  |  |       |  |  | Cristiano VI di Danimarca |  |  | Federico IV di Danimarca |  |
|                                     |                             | Luisa di Meclemburgo-Güstrow            |                                           |  |  |       |  |  | Cristiano VI di Danimarca |  |  |                          |  |
| Federico V di Danimarca             |                             |                                         |                                           |  |  |       |  |  | Cristiano VI di Danimarca |  |  |                          |  |
|                                     |                             | Sofia Maddalena di Brandeburgo-Kulmbach | Cristiano Enrico di Brandeburgo-Kulmbach  |  |  |       |  |  |                           |  |  |                          |  |
|                                     |                             | Sofia Maddalena di Brandeburgo-Kulmbach | Cristiano Enrico di Brandeburgo-Kulmbach  |  |  |       |  |  |                           |  |  |                          |  |
|                                     |                             | Sofia Maddalena di Brandeburgo-Kulmbach | Sofia Cristiana di Wolfstein              |  |  |       |  |  |                           |  |  |                          |  |
| Cristiano VII di Danimarca          |                             | Sofia Maddalena di Brandeburgo-Kulmbach |                                           |  |  |       |  |  |                           |  |  |                          |  |
|                                     |                             | Giorgio II di Gran Bretagna             | Giorgio I d'Inghilterra                   |  |  |       |  |  |                           |  |  |                          |  |
|                                     |                             | Giorgio II di Gran Bretagna             | Giorgio I d'Inghilterra                   |  |  |       |  |  |                           |  |  |                          |  |
|                                     |                             | Giorgio II di Gran Bretagna             | Sofia Dorotea di Celle                    |  |  |       |  |  |                           |  |  |                          |  |
| Luisa di Hannover                   |                             | Giorgio II di Gran Bretagna             |                                           |  |  |       |  |  |                           |  |  |                          |  |
|                                     |                             | Carolina di Brandeburgo-Ansbach         | Giovanni Federico di Brandeburgo-Ansbach  |  |  |       |  |  |                           |  |  |                          |  |
|                                     |                             | Carolina di Brandeburgo-Ansbach         | Giovanni Federico di Brandeburgo-Ansbach  |  |  |       |  |  |                           |  |  |                          |  |
|                                     |                             | Carolina di Brandeburgo-Ansbach         | Eleonora Erdmuthe di Sassonia-Eisenach    |  |  |       |  |  |                           |  |  |                          |  |
| Luisa Augusta di Danimarca          |                             | Carolina di Brandeburgo-Ansbach         |                                           |  |  |       |  |  |                           |  |  |                          |  |
|                                     | Giorgio II di Gran Bretagna | Giorgio I d'Inghilterra                 |                                           |  |  |       |  |  |                           |  |  |                          |  |
|                                     | Giorgio II di Gran Bretagna | Giorgio I d'Inghilterra                 |                                           |  |  |       |  |  |                           |  |  |                          |  |
|                                     | Giorgio II di Gran Bretagna | Sofia Dorotea di Celle                  |                                           |  |  |       |  |  |                           |  |  |                          |  |
| Federico di Hannover                | Giorgio II di Gran Bretagna |                                         |                                           |  |  |       |  |  |                           |  |  |                          |  |
|                                     |                             | Carolina di Brandeburgo-Ansbach         | Giovanni Federico di Brandeburgo-Ansbach  |  |  |       |  |  |                           |  |  |                          |  |
|                                     |                             | Carolina di Brandeburgo-Ansbach         | Giovanni Federico di Brandeburgo-Ansbach  |  |  |       |  |  |                           |  |  |                          |  |
|                                     |                             | Carolina di Brandeburgo-Ansbach         | Eleonora Erdmuthe di Sassonia-Eisenach    |  |  |       |  |  |                           |  |  |                          |  |
| Carolina Matilde di Hannover        |                             | Carolina di Brandeburgo-Ansbach         |                                           |  |  |       |  |  |                           |  |  |                          |  |
|                                     |                             | Federico II di Sassonia-Gotha-Altenburg | Federico I di Sassonia-Gotha-Altenburg    |  |  |       |  |  |                           |  |  |                          |  |
|                                     |                             | Federico II di Sassonia-Gotha-Altenburg | Federico I di Sassonia-Gotha-Altenburg    |  |  |       |  |  |                           |  |  |                          |  |
|                                     |                             | Federico II di Sassonia-Gotha-Altenburg | Maddalena Sibilla di Sassonia-Weissenfels |  |  |       |  |  |                           |  |  |                          |  |
| Augusta di Sassonia-Gotha-Altenburg |                             | Federico II di Sassonia-Gotha-Altenburg |                                           |  |  |       |  |  |                           |  |  |                          |  |
|                                     |                             | Maddalena Augusta di Anhalt-Zerbst      | Carlo Guglielmo di Anhalt-Zerbst          |  |  |       |  |  |                           |  |  |                          |  |
|                                     |                             | Maddalena Augusta di Anhalt-Zerbst      | Carlo Guglielmo di Anhalt-Zerbst          |  |  |       |  |  |                           |  |  |                          |  |
|                                     |                             | Maddalena Augusta di Anhalt-Zerbst      | Sofia di Sassonia-Weissenfels             |  |  |       |  |  |                           |  |  |                          |  |
|                                     |                             | Maddalena Augusta di Anhalt-Zerbst      |                                           |  |  |       |  |  |                           |  |  |                          |  |